# 加拿大體育
加拿大流行多種不同的體育活動。加拿大的體育運動中最常見的是冰球、曲棍球、加拿大橄欖球、足球、籃球、冰壺和棒球。冰球是加拿大的國球，也是加拿大最受歡迎的體育運動，在國際賽場也有卓著的成績。袋棍球起源於加拿大當地土著，是加拿大最古老的體育運動。加拿大足球是加拿大第二受歡迎的體育運動，特別是在草原省份。據加拿大統計局的數據，加拿大參與人數最多的十大體育運動是高爾夫、冰球、游泳、足球、籃球、棒球、排球、滑雪、單車和網球。由於加拿大氣候寒冷，加拿大在冬季奧運會的表現比夏季奧運會的表現更好。